# Тегу (стадіон)
Стадіон «Тегу» (кор. 대구스타디움, англ. Daegu Stadium, альтернативна назва — Blue Arc («блакитна арка»), колишня назва — Daegu World Cup Stadium) — футбольний та легкоатлетичний стадіон, розташований в окрузі Сусьон-ку міста Тегу, Південна Корея. На ньому проходили матчі чемпіонату світу з футболу 2002 року, змагання літньої Універсіади 2003 року і чемпіонату світу з легкої атлетики 2011 року. До 2018 року був домашнім стадіоном футбольного клубу «Тегу».

## Загальна інформація
Будівництво стадіону було завершено в травні 2001 року, а відкриття відбулося 28 червня 2001 року. Генеральним підрядником була корпорація Samsung. Вартість робіт склала $265 млн. Це найбільший стадіон в Південній Кореї, на якому проходили матчі чемпіонату світу з футболу 2002 року. З 2003 року на ньому проводяться домашні матчі футбольного клубу «Тегу». Первісна назва — Daegu World Cup Stadium, було змінено на нинішнє 5 березня 2008 року.
Стадіон є міською власністю. Розташований в 11 кілометрах від аеропорту Тегу. На його території знаходиться парковка на 3550 машиномісць.
Футбольне поле має стандартні розміри 105 x 68 метрів, з натуральним трав'яним газоном. Навколо поля розташовані легкоатлетичні доріжки з поліуретану.

## Конструкція
Архітектор проекту — Kang Cheol-Hee (Idea Image Institute of Architects). Проектуванням основних конструкцій (крім даху) займалася компанія «Seoul Structure». Конструкція даху проектувалася інженерами міжнародної фірми WS Atkins. Дах складається з двох секцій, утримуваних двома похилими сталевими кроквяними арками завдовжки по 273 метра, і 13 вторинними арками, що спираються на похилі колони по периметру. Висота даху — 28,7 метрів. Маса її сталевих конструкцій становить 4350 тонн. Навіс виконаний зі скла з тефлоновим покриттям. Моделювання форми даху і розрахунок її механічних характеристик (міцності, розтяжності і т. д.) виконаний компанією Tensys [Архівовано 28 березня 2022 у Wayback Machine.], а дослідження в аеродинамічній трубі для оцінки вітрового навантаження проводилися в компанії BMT Limited.

## Події
У квітні кожного року на стадіоні проводиться марафон Тегу, який було започатковано 2009 року.
Стадіон також був місцем проведення 8-го фестивалю пісні в Азії, організованого Корейським фондом міжнародного обміну культури в 2011 році.

### Матчі ЧС-2002
«Тегу» був найбільшим стадіоном у Південній Кореї під час чемпіонату світу з футболу 2002 року. На ньому відбулися наступні матчі:
| Дата       | Команда 1      | Результат | Команда 2 | Раунд         |
| ---------- | -------------- | --------- | --------- | ------------- |
| 2002-06-06 | Данія          | 1-1       | Сенегал   | Група A       |
| 2002-06-08 | Словенія       | 0-1       | ПАР       | Група B       |
| 2002-06-10 | Південна Корея | 1-1       | США       | Група D       |
| 2002-06-29 | Південна Корея | 2-3       | Туреччина | за 3-тє місце |

## Галерея

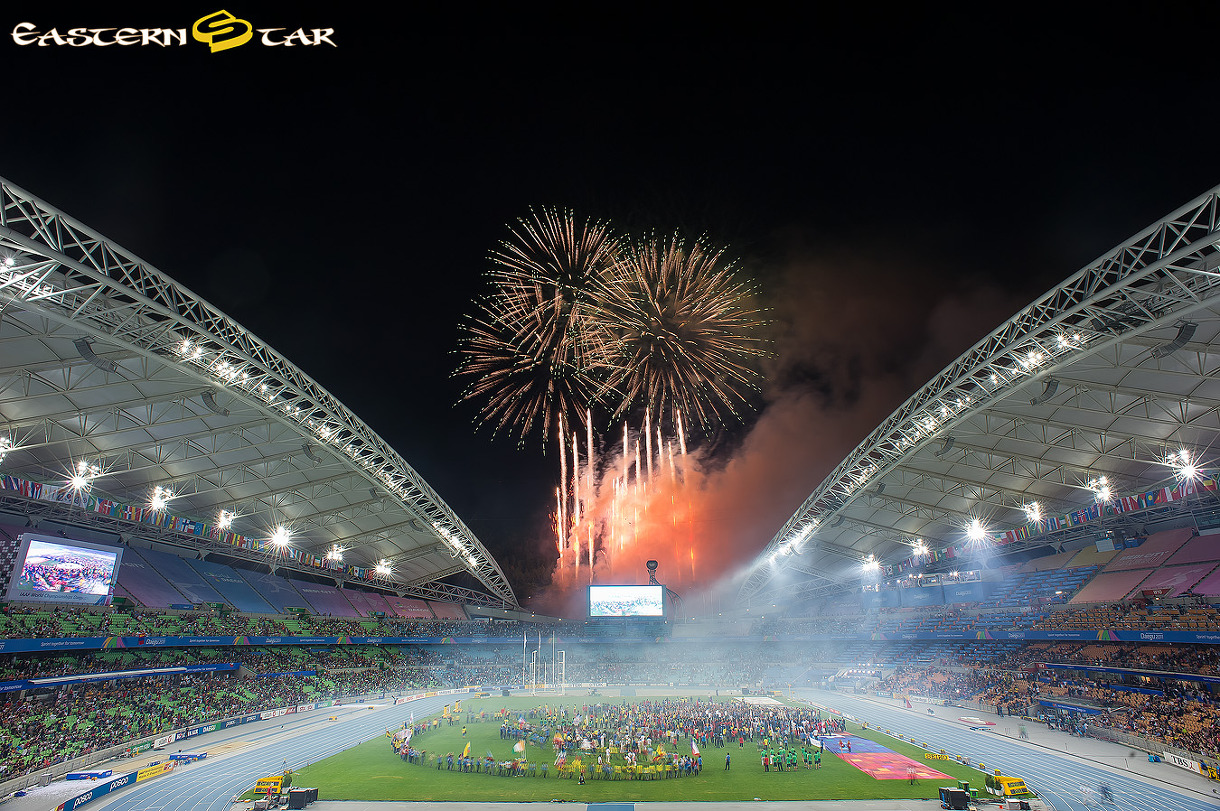
Церемонія закриття чемпіонату світу з легкої атлетики 2011 року.
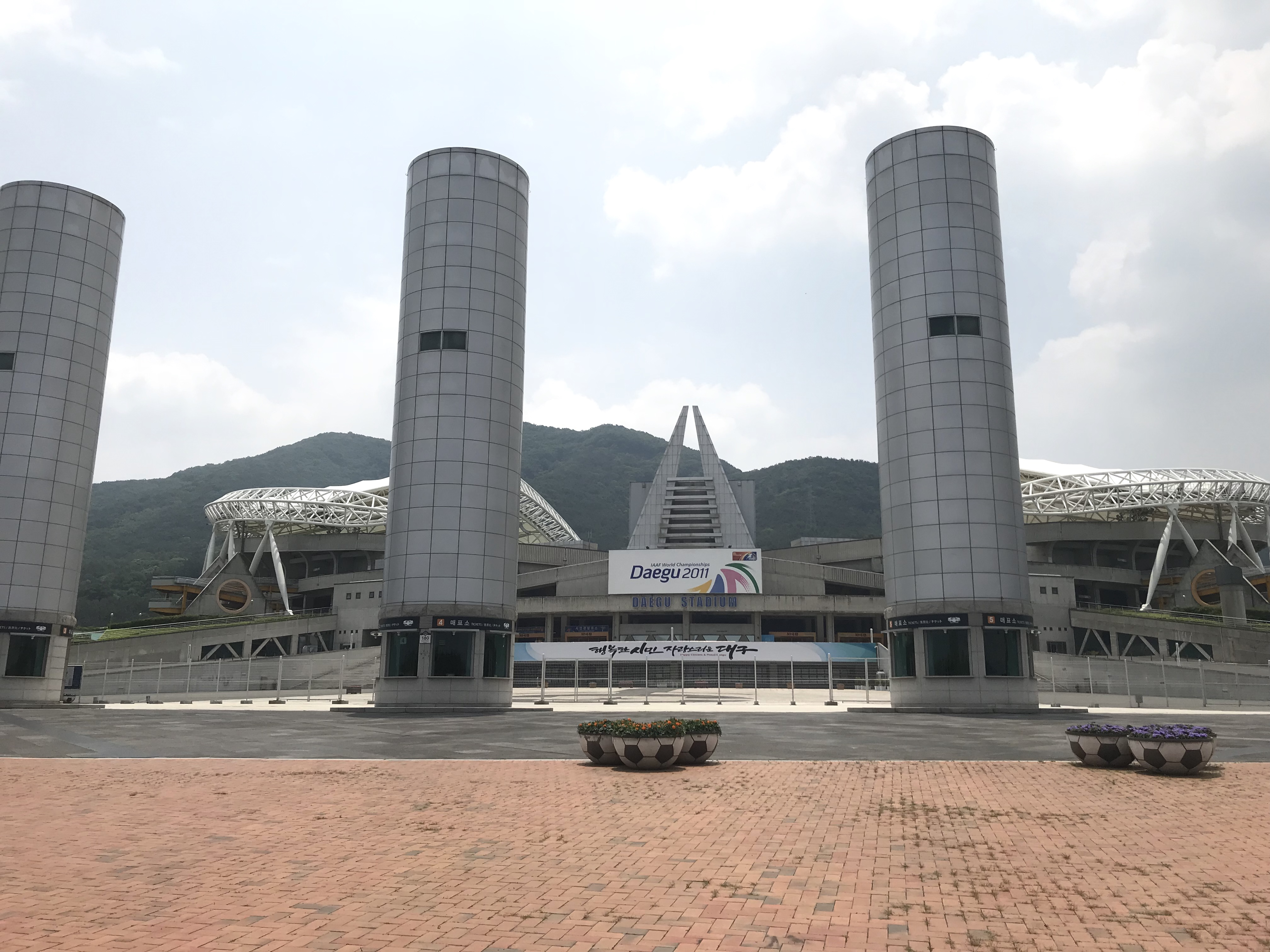
Зовнішній вигляд арени
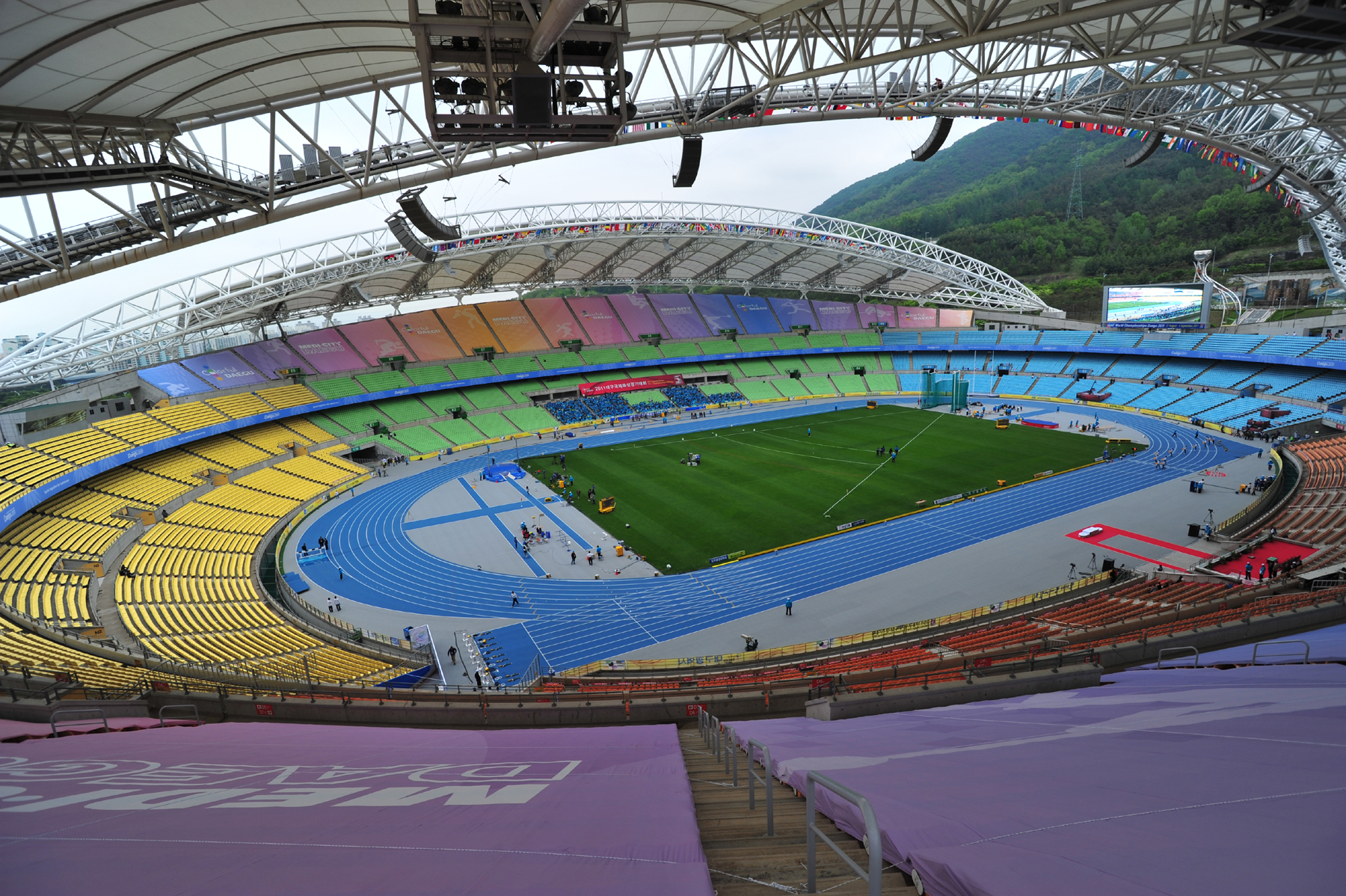
Внутрішній вигляд арени
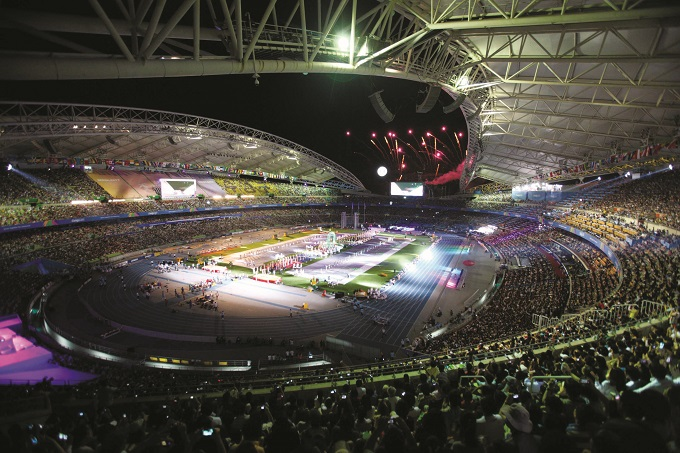